# Guebwiller
Guebwiller (alsacià Gawiller) és un municipi francès situat al departament de l'Alt Rin i a la regió del Gran Est. Limita amb els municipis de Bergholtz, Bergholtzzell, Buhl, Rimbach-près-Guebwiller, Issenheim, Jungholtz i Soultz-Haut-Rhin.

## Demografia
| v. 1882 | 1975   | 1990   | 1999   | 2005   |
| ------- | ------ | ------ | ------ | ------ |
| 11 609  | 11 357 | 10 944 | 11 525 | 11 500 |

## Administració
| Període   | Identitat     | Partit |
| --------- | ------------- | ------ |
| 1077-2001 | Charles Haby  |        |
| 2001-2008 | Daniel Weber  | UMP    |
| 2008-     | Denis Rebmann | PS     |

## Personatges il·lustres
- Jean-Baptiste-Theodore Weckerlin, compositor
- Charles Hueber (1883-1943), polític
- Alfred Kastler (1902-1984) físic, Premi Nobel el 1966